# ميخائيل بول
ميخائيل بول (بالألمانية: Michael Pohl)‏ هو منافس ألعاب قوى ألماني، ولد في 18 نوفمبر 1989.

## وصلات خارجية
- ميخائيل بول على موقع الاتحاد الدولي لألعاب القوى (الإنجليزية)